# عبد الرزاق الخالد
عبد الرزاق خالد الزيد الخالد ، ولد في عام 1928 ، وتوفي في 18 ابريل 2001، نائب سابق في مجلس الأمة الكويتي، وهو أخ (محمد خالد الخالد) الذي شارك في انتخابات مجلس الأمة الكويتي 1963 وخسر، وابنه (خالد عبد الرزاق الخالد) مرشح في انتخابات مجلس الأمة الكويتي 2008.
شارك في انتخابات مجلس الأمة الكويتي 1963 في الدائرة الثانية، وحصل على المركز الرابع بـ215 صوت وفاز بالانتخابات ولكنه استقال من مقعده ، وشارك في انتخابات مجلس الأمة الكويتي 1967 في الدائرة السادسة، وحصل على المركز الثالث بـ496 صوت وفاز بالانتخابات ولكنه رفض المقعد.